# Henri Moulins
Henri Moulins (Sète, 4 giugno 1923 – Orgeix, 26 febbraio 2009) è stato un sollevatore francese medagliato europeo, che ha gareggiato nelle categorie dei pesi gallo e pesi piuma.

## Carriera
Nato a Sète, si trasferisce a Narbona, dove inizia a sollevare pesi nella squadra HC Narbonne. Nella prima metà degli anni '40 fu campione francese dei pesi gallo, ma non prese parte ai Giochi della XIII Olimpiade di Londra per il perdurare della seconda guerra mondiale. Ai campionati francesi del 1948 si classificò al quarto posto dei pesi piuma ma non prese parte ai Giochi della XIV Olimpiade di Londra. 
A livello internazionale i suoi maggiori risultati li ottenne nel 1947, nella categoria dei pesi gallo, ai campionati mondiali di Filadelfia, dove si classificò al quinto posto e ai campionati europei di Helsinki, dove si piazzò al terzo posto conquistando la medaglia di bronzo.
Muore il 26 febbraio del 2009 all'età di 85 anni.